# 사임 (전한)
사임(史恁, ? ~ 기원전 20년)은 전한 말기의 제후로, 경조윤 두릉현(杜陵縣) 사람이다. 외척 사고의 조카이다.

## 행적
건소 원년(기원전 38년), 아버지 사현의 뒤를 이어 평대후(平臺侯)에 봉해졌다.
홍가 원년(기원전 20년)에 죽으니 시호를 대(戴)라 하였고, 작위는 아들 사습이 이었다.

## 출전
- 반고, 《한서》 권18 권18 외척은택후표

| 선대 아버지 평대강후 사현 | 전한의 평대후 기원전 38년 ~ 기원전 20년 | 후대 아들 사습 |